# Mátyás Rákosi

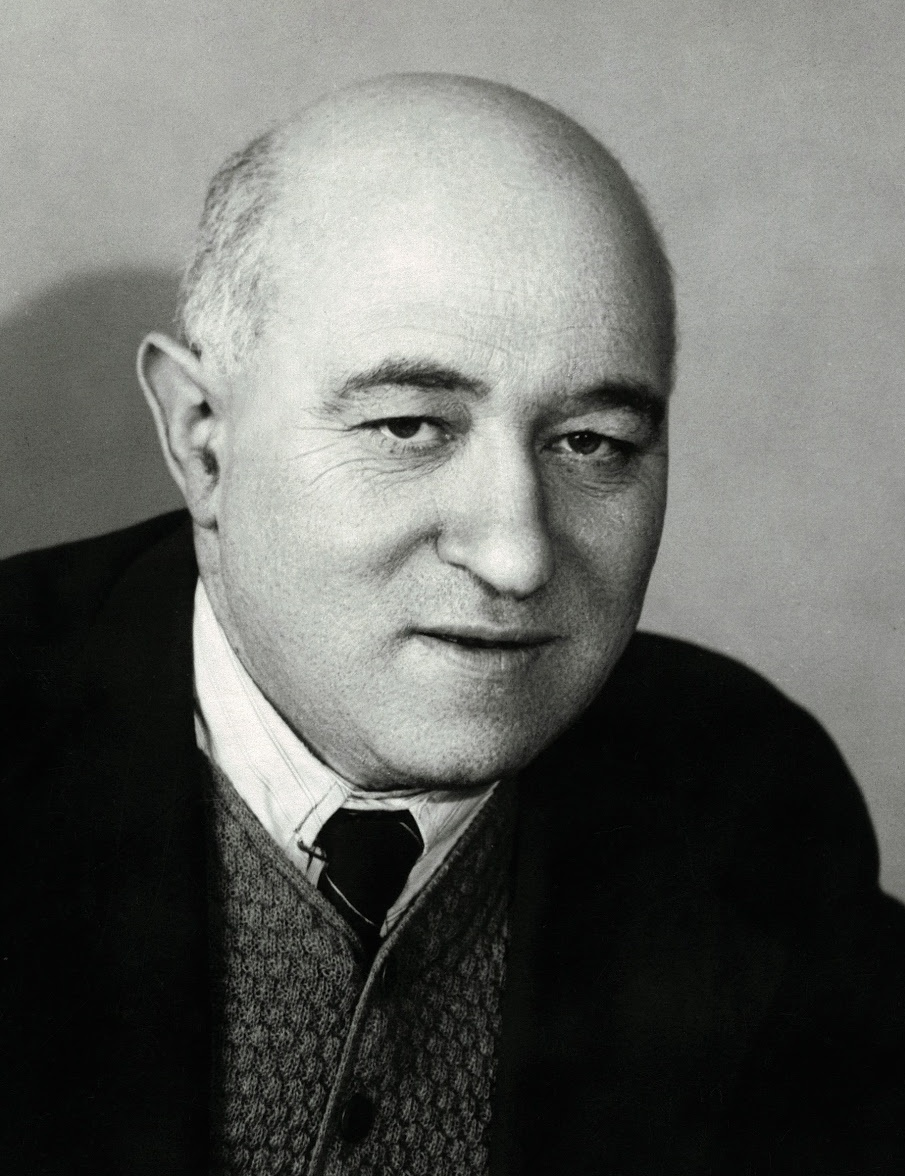
Rakosi em 1950

Mátyás Rakosi (nascido Mátyás Rosenfeld; 9 de março de 1892 - 5 de fevereiro de 1971) foi um político comunista húngaro que foi o líder de fato da Hungria de 1947 a 1956. Ele serviu primeiro como secretário-geral do Partido Comunista de Hungria de 1945 a 1948 e depois como Secretário Geral (mais tarde renomeado Primeiro Secretário) do Partido do Povo Trabalhador Húngaro de 1948 a 1956.

## Carreira
Rákosi esteve envolvido na política de esquerda desde a juventude e, em 1919, foi um comissário principal na efêmera República Soviética da Hungria. Após a queda do governo comunista, ele fugiu do país e trabalhou no exterior como agente do Comintern. Ele foi preso em 1924 depois de tentar retornar à Hungria e organizar o Partido Comunista na clandestinidade e, finalmente, passou mais de quinze anos na prisão. Ele se tornou uma causa célebre no movimento comunista internacional, e o predominantemente húngaro Batalhão das Brigadas Internacionais Rakosi na Guerra Civil Espanhola levava seu nome. Rákosi foi finalmente autorizado a partir para a União Soviética em 1940 em troca de bandeiras de batalha premiadas capturadas pelas forças russas czaristas após a Revolução Húngara de 1848.
Quando o Exército Vermelho expulsou a Wehrmacht alemã da Hungria no final da Segunda Guerra Mundial, Rákosi retornou ao seu país de origem no início de 1945 e se tornou o líder do Partido Comunista Húngaro refundado. O Partido sofreu uma derrota esmagadora nas eleições livres do pós-guerra na Hungria, nas mãos do Partido dos Pequenos Proprietários Independentes agrários. No entanto, por insistência de Moscou, os comunistas receberam posições-chave no governo, incluindo o Ministério do Interior, enquanto o próprio Rákosi se tornou um vice-primeiro-ministro altamente influente. A partir desta posição, os comunistas foram capazes de usar intriga política, subterfúgio e conspiração para destruir seus oponentes pedaço por pedaço, no que Rákosi mais tarde chamaria de "tática do salame". Em 1948 eles ganharam poder total sobre o país, e em 1949 o país foi proclamado uma república popular com Rákosi como seu governante absoluto.
Rákosi era um stalinista ardente, e seu governo era muito leal à União Soviética; ele até criou um culto à personalidade próprio, inspirado no de Stalin. Ele presidiu a prisão em massa de centenas de milhares de húngaros e a morte de milhares. Ele orquestrou julgamentos simulados nos da URSS, entre as vítimas mais proeminentes estava seu ex-tenente László Rajk. Suas políticas de coletivização e repressão em massa devastaram a economia e a vida política do país, causando descontentamento maciço. Após a morte de Stálin em 1953, Rákosi foi parcialmente rebaixado a mando de Moscou e o comunista reformista Imre Nagy tornou-se o novo primeiro-ministro. No entanto, Rákosi foi capaz de usar sua influência contínua como primeiro-secretário para frustrar todas as tentativas de reforma de Nagy e, finalmente, forçá-lo a sair do cargo em 1955.
No entanto, após o famoso "Discurso Secreto" do líder soviético Nikita Khrushchev, no início de 1956, denunciando os crimes de Stalin, Rákosi viu sua posição fatalmente comprometida. Um grande número de pessoas dentro do Partido e da sociedade em geral começou a se manifestar contra ele e pedir sua renúncia, à medida que informações sobre os abusos passados do Partido vieram à tona. Rákosi foi finalmente forçado a renunciar em julho de 1956 e partir para a União Soviética, substituído por seu segundo em comando Ernő Gerő. A Revolução Húngara de 1956 ocorreu apenas três meses depois, como resultado dos abusos do sistema de Rákosi, e seu ex-rival Imre Nagy tornou-se uma figura dominante na Revolução. As tropas soviéticas finalmente esmagaram a revolta e instalaram um novo governo comunista sob János Kádár.
Rákosi viveu o resto de sua vida no exílio na União Soviética, negado a permissão para voltar para casa pelo governo húngaro, por medo de distúrbios em massa. Ele morreu em Gorky em 1971, e suas cinzas foram devolvidas à Hungria em segredo. Rákosi é geralmente visto como um símbolo de tirania e opressão na Hungria.